# Kukułka (film)
Kukułka (ros. Кукушка / Kukuszka) – rosyjski komediodramat wojenny z 2002 roku w reżyserii Aleksandra Rogożkina. Zdjęcia kręcono w Kandałakszy w obwodzie murmańskim.

## Fabuła
W 1944 roku, pod koniec drugiej wojny światowej, wycofująca się przed Rosjanami armia fińska pozostawia na pustkowiu wyborowego strzelca-skazańca, Fina o imieniu Veikko. Aby nie mógł się wycofać, zostaje przykuty łańcuchami do stanowiska strzeleckiego na skale i pozostawiony z garścią zapasów. Veikko nie zamierza jednak zostać straceńcem i podejmuje desperacką próbę uwolnienia się. Tymczasem z transportu więziennego usiłuje zbiec rosyjski kapitan, posądzony przez enkawudzistę o nieprawomyślność. Obaj dezerterzy z wrogich armii zbiegiem okoliczności spotkają się, przygarnięci przez samotną lapońską szamankę.

## Obsada
- Ville Haapasalo jako Veikko
- Wiktor Byczkow jako Iwan/Idźty
- Anni-Kristiina Juuso jako Anni
- Aleksiej Kasznikow
- Michaił Koroboczkin
- Julija Proniczewa
- Siergiej Bierzin
- Aleksiej Panżejew
- Anna Woronina
- Walery Jakowlew
- Władimir Knysz
- Władimir Matwiejew